# Yasuto Honda
Yasuto Honda (本田 泰人?, Honda Yasuto; Kitakyūshū, 26 giugno 1969) è un ex calciatore giapponese, di ruolo centrocampista.